# Вашингтон командерси
Вашингтон командерси (енгл. Washington Commanders) су професионални тим америчког фудбала са седиштем у Самерфилду у Мериленду. Утакмице као домаћин клуб игра на стадиону Федекс филд. Наступа у НФЦ-у у дивизији Исток. Клуб је основан 1932. и до сада је три пута мењао назив, а данашње име носи од 1937.
Вашингтон је пет пута био првак НФЛ-а, последњи пут 1991. Маскота клуба је била Индијанац „Поглавица Зи“. После таласа протеста поводом смрти Афроамериканца Џорџа Флојда који су избили након системскога расизма у САД, овај тим је одлучио да уклони све оно што ниподаштава америчке староседеоце.
Међу Вашингтоновим навијачима који се редовно окупљају испред стадиона на тејл гејт журкама је и велика група српских навијача.